# Helkama-Hopeasiipi-Roller
Der Helkama-Hopeasiipi-Scooteri ist ein in Finnland von Helkama in Lizenz gefertigter Motorroller. Die Produktion erfolgte auf Basis des italienischen Capri-Rollers, der ursprünglich von Agrati und später von Garelli hergestellt wurde. Helkama produzierte das Modell für den finnischen Markt und passte es teilweise an lokale Anforderungen an. Dabei wurde ein 70-cm³-Motor von Garelli mit einer Leistung von rund 7,5 PS eingesetzt. Der Roller war für den Einsatz im städtischen Umfeld vorgesehen.

## Technische Daten
| Merkmal               | Wert                          |
| --------------------- | ----------------------------- |
| Motortyp              | Einzylinder-Zweitaktmotor     |
| Hubraum               | 70 cm³                        |
| Leistung              | 3,5 PS                        |
| Getriebe              | 4-Gang-Handschaltung          |
| Antrieb               | Kettenantrieb                 |
| Bremsen               | Trommelbremse vorn und hinten |
| Höchstgeschwindigkeit | 60 km/h                       |
| Leergewicht           | 70 kg                         |